# Benbildning
Benbildning, ossifikation, är den den process då ben bildas. Det kan ske på två olika sätt.  Direkt benbildning från mesenkymceller, som blir osteocyter, eller genom indirekt benbildning av brosk och andra benliknande vävnader.